# Michal Richter
Michal Richter (* 1959 v Praze, Československo) je světelný designér a scénograf. Vyvíjí vzhled televizních programů v Německu.

## Životopis
Vyučil se jako fotograf, vystudoval odbornou školu pro Film a televizi v Čimelicích. Po maturitě studoval až do svého útěku do Bonnu v roce 1982 na Univerzitě Karlově v Praze, Filmová a televizní žurnalistika.
V Německu pracoval na volné noze jako kameraman pro různé vysílače (ARD, ZDF, SAT.1, Finskou televizi, atd.). Od roku 1986 zaměstnán jako kameraman u SAT.1 v Bonnu. Po přestěhování do Berlína (1997), plánoval v technickém oddělení SAT.1 studia v centru Berlína. Poté v Berlíně (1999) jako světelný designér odpovědný za vzhled zpravodajství a magazínů kanálů "Kirchovy skupiny" (SAT.1, PRO7, Kabel1, N24) a všech regionálních studií. Od roku 2002 se věnoval scénografii pro tyto vysílače. V roce 2009 přechod celé výrobní skupiny do "TV fernsehwerft" v Berlíně (Osthafen). Zde pracuje dodnes jako scénograf a světelný designér, a také jako vedoucí studiové produkce.

## Výběr ze scénografie
| 2002 | „Kanzlerduell-Die Analyse“ (SAT.1)                                     |
|      | Talkshow “9/11”, (N24), Dresdner Bank, Berlin                          |
|      | „Börse online“ (N24), Frankfurt                                        |
|      | Talkshow „Seligmann“ (N24)                                             |
| 2003 | N24 Nachrichten                                                        |
| 2004 | „Was erlauben Strunz“ (N24), Talkshow v Berlíně, Unter den Linden      |
| 2005 | Svatba Camilly & Prinze Charles (SAT.1 Spezial s Roger Moorem)         |
|      | Moderační pult „Kronzucker´s Kosmos“ (N24)                             |
|      | Redesign "17:30 - Der Deutschlandreport" (SAT.1)                       |
|      | Arabella Kiesbauer (Talkshow N24)                                      |
|      | Spolkové volby – Berlín (sklenené studio pred Reichstagem – SAT.1/N24) |
|      | Morgenreport (N24)                                                     |
| 2006 | "Links-Rechts" (Talkshow N24)                                          |
|      | Letní interview A. Merkelová (SAT.1, N24)                              |
|      | Wahlen Spezial – Berlín (SAT.1, N24, Pro7)                             |
|      | “Make Money” – (Magazin N24)                                           |
| 2007 | “Bärbel Schäfer” (N24)                                                 |
|      | Süddeutsche Zeitung – Magazin (N24)                                    |
|      | Letní interview A. Merkelová (Kanzleramt – SAT.1 + N24)                |
|      | Interview Kurt Beck (Hamburg – SAT.1 + N24)                            |
|      | Strunz Spezial (N24) Int. E. Stoiber u Starnbergerského jezera         |
|      | „Was erlauben Strunz“ (N24), (nová lokace)                             |
| 2008 | „Links-Rechts“ Talk für (N24), (nová lokace)                           |
|      | „Studio Friedman“ (N24) dodnes vysíláno                                |
| 2009 | „Cashtalk“(N24)                                                        |
|      | „Dr. Talk“ (N24 Talkformat)                                            |
| 2010 | „Cash Kurs“ Talk ve Frankfurtu/M. (N24)                                |
|      | „Cash Kurs“ v Bad Homburgu (N24)                                       |
|      | „schön dreist“ (FW)                                                    |
| 2011 | „Deutschland akut“ – Talkshow (N24)                                    |
|      | „Royal wedding“ – Studio Londýn (Sat.1)                                |
|      | „D! Hall of fame“ (Cartoon Network)                                    |
|      | “Neo Paradise” (ZDF neo)                                               |
| 2012 | „push“- Magazín Redesign (Sat.1)                                       |
|      | „D! Hall of Fame“ 2. série (Cartoon Network)                           |
|      | „Stuckrad Barre“ (TELE 5/ulmen.tv)                                     |
|      | „Who wants to f**k my girlfriend“ (TELE 5/ulmen.tv)                    |
|      | „delikatessen charts“ (zdf_neo)                                        |
|      | „INKA!“ (Pilotní vysílání ZDF)                                         |
|      | „Die Weltuntergangsshow“ (zdf_neo, Endemol) (výprava firma Wolf&Lamm)  |
| 2013 | „Deutschland Akut“ s C.Strunzem (N24) – 1.-5.série                     |
|      | „Nick Alaaarm“ (nickelodeon) (s Wolf & Lamm)                           |
|      | „Stuckrad Late Night“ (TELE 5 / ulmen.tv)                              |
|      | „Deutschland Akut“ mit K. Strunz (N24) – 6. série                      |
|      | Nick Dich (Nickelodeon)                                                |
| 2014 | Set pro zpravodajství SAT.1 Frühstücksfernsehen (SAT.1)                |
|      | De Luxe Update (De Luxe)                                               |
| 2015 | Querranker (Super-RTL)                                                 |
| 2016 | Fahndung Deutschland (SAT.1)                                           |
|      | Tutti Frutti 2016 (RTL Nitro)                                          |
| 2017 | "Endlich Feierabend" (SAT.1 Pilotproduktion)                           |
| 2018 | „Endlich Feierabend!“ (SAT.1 Sendung)                                  |
| 2019 | SAT.1 Online (verschiedene Sets für SAT.1 Online)                      |
| 2020 | „Bild-Corona Spezial“ (SAT.1)                                          |
|      | „Jetzt reden vier“ (Bild.de                                            |
|      | „Frühstücksfernsehen - Hautnah (SAT.1)                                 |
| 2021 | „Klartext“ (Servus TV) - Koncept scény                                 |